# Węgry na Letnich Igrzyskach Olimpijskich 1900
Węgry na Letnich Igrzyskach Olimpijskich 1900 w Paryżu reprezentowało 17 zawodników, wyłącznie mężczyzn. Najmłodszym olimpijczykiem był kulomiot i dyskobol Artúr Coray (18 lat 363 dni), a najstarszym tyczkarz Jakab Kauser (23 lata 115 dni).
Był to drugi start reprezentacji Węgier na letnich igrzyskach olimpijskich.

## Gimnastyka
| Konkurencja          | Zawodnik     | Miejsce     |
| -------------------- | ------------ | ----------- |
| Konkurencje mieszane | Gyula Kakas  | 88. miejsce |
| Konkurencje mieszane | Gyula Katona | AC          |

## Lekkoatletyka
| Konkurencja                | Zawodnik       | Eliminacje             | Finał                |
| -------------------------- | -------------- | ---------------------- | -------------------- |
| Bieg na 60 m               | Pál Koppán     | AC                     | -                    |
| Bieg na 60 m               | Ernő Schubert  | AC                     | -                    |
| Bieg na 100 m              | Pál Koppán     | 3. w swoim biegu       | → nie awansował      |
| Bieg na 100 m              | Ernő Schubert  | 3. w swoim biegu       | → nie awansował      |
| Bieg na 200 m              | Ernő Schubert  | 4. w swoim biegu       | → nie awansował      |
| Bieg na 400 m              | Pál Koppán     | 4. w swoim biegu       | → nie awansował      |
| Bieg na 400 m              | Zoltán Speidl  | AC                     | -                    |
| Bieg na 800 m              | Zoltán Speidl  | 2. w swoim biegu Q     | 5.                   |
| Bieg na 200 m przez płotki | Zoltán Speidl  | 6. w swoim biegu       | → nie awansował      |
| Skok wzwyż                 | Lajos Gönczy   |                        | 3. miejsce           |
| Skok o tyczce              | Jakab Kauser   |                        | 4. miejsce           |
| Skok w dal                 | Gyula Strausz  | 6,01 m (10. miejsce)   | → nie awansował      |
| Skok w dal                 | Ernő Schubert  | 6,01 m (9. miejsce)    | → nie awansował      |
| Trójskok                   | Pál Koppán     | AC                     | -                    |
| Trójskok z miejsca         | Pál Koppán     | AC                     | -                    |
| Pchnięcie kulą             | Rezső Crettier | 11,58 m (4. miejsce) Q | 12,07 m (4. miejsce) |
| Pchnięcie kulą             | Artúr Coray    | 11,13 m (7. miejsce)   | → nie awansował      |
| Rzut dyskiem               | Rudolf Bauer   | 36,04 m (1. miejsce) Q | 1. miejsce           |
| Rzut dyskiem               | Rezső Crettier | 33,65 m (5. miejsce) Q | 5. miejsce           |
| Rzut dyskiem               | Artúr Coray    | 31,00 m (11. miejsce)  | → nie awansował      |
| Rzut dyskiem               | Gyula Strausz  | 29,80 m (13. miejsce)  | → nie awansował      |

## Pływanie
| Konkurencja                 | Zawodnik          | Półfinały  | Półfinały | Finał      | Finał   |
| Konkurencja                 | Zawodnik          | Wynik      | Miejsce   | Wynik      | Miejsce |
| --------------------------- | ----------------- | ---------- | --------- | ---------- | ------- |
| 200 metrów stylem dowolnym  | Zoltán von Halmay | 2:38,00    | 1. Q      | 2:31,40    | 2.      |
| 1000 metrów stylem dowolnym | Zoltán von Halmay | 14:52,00   | 1. Q      | 15:16,40   | 3.      |
| 4000 metrów stylem dowolnym | Zoltán von Halmay | 1-11:33,40 | 1. Q      | 1-08:55,40 | 2.      |

## Szermierka
| Konkurencja      | Zawodnik           | Wynik      |
| ---------------- | ------------------ | ---------- |
| Floret zawodowcy | Márton Endrédy     | AC         |
| Szpada zawodowcy | Márton Endrédy     | AC         |
| Szpada zawodowcy | Márton Endrédy     | AC         |
| Szabla amatorzy  | Ámon von Gregurich | 4. miejsce |
| Szabla amatorzy  | Gyula Iványi       | 5. miejsce |
| Szabla amatorzy  | Hugó Hoch          | AC         |
| Szabla amatorzy  | Miklós Todoresku   | AC         |